# Marcel Fournier (homme d'affaires)
Pour les articles homonymes, voir Marcel Fournier et Fournier.
Marcel Fournier, né le 2 mars 1914 à Annecy (Haute-Savoie) et mort le 6 janvier 1985 à Neuilly-sur-Seine (Hauts-de-Seine), est cofondateur, actionnaire et dirigeant du groupe de distribution français Carrefour.

## Biographie
Marcel Fournier est l'aîné d'une famille de dix enfants originaire d'Annecy, dont les parents sont Eugène Fournier (1885-1947) et Angèle Satin (1892-1981). Son père possède une petite mercerie ce qui lui donne le goût du commerce.
Le 9 mars 1940, Marcel Fournier se marie avec Cécile Paturle (1912-1996) à Saint-Laurent-du-Pont (Isère), ils divorceront le 4 mars 1970.
Élu au conseil municipal le 2 novembre 1947, sous le mandat de Georges Volland, il participe à l'équipe qui dirige la construction de l'ancien hôpital sur le site du Trésum.
Dans les années 1950, il reprend le commerce de son père situé au « 42 rue Vaugelas » à Annecy et cherche rapidement à diversifier la mercerie familiale en le dénommant « Grand magasin de nouveautés » et le transformant en une véritable petite attraction en ville. Vite conscient que la distribution va connaître une grande révolution avec l'arrivée des magasins d'Édouard Leclerc, il cherche à se diversifier dans l'alimentaire discount, craignant l'arrivée d'un magasin Leclerc dans la ville.
En 1959, Marcel Fournier rencontre Denis et Jacques Defforey, qui travaillent dans l'entreprise familiale, Badin-Defforey, avec leur père Louis, grossiste en alimentation, à Lagnieu dans l'Ain. Ils emploient alors 250 personnes et desservent une cinquantaine de succursales pour alimenter 500 détaillants ruraux. Marcel Fournier et la famille Defforey se rencontrent au « Groupement d'achats des grands magasins indépendants » (GAGMI). Il dépose officiellement la marque « Carrefour supermarchés » en juillet 1959.
Marcel Fournier s'entend en janvier 1960 avec la famille Badin-Defforey pour son approvisionnement. Il est rapidement victime de son succès, les 200 m2 de son magasin libre-service discount dans les sous-sols de la mercerie familiale s'avèrent vite insuffisants pour répondre à la demande. Il se fait livrer les produits par une petite trappe qui s'ouvre directement sur le trottoir. Il s'associe avec Denis Defforey pour ouvrir dès le 3 juin 1960 un supermarché de 850 m2 à l'angle de l'avenue de Parmelan et de la rue André Theuriet toujours à Annecy. Son idée majeure est de laisser une grande place libre pour aménager un parking pour les voitures à proximité immédiate du magasin. Il a découvert ce nouveau concept « No parking, no business » lors d'un voyage aux États-Unis. Le nouveau « supermarché », le premier à porter cette dénomination en France, séduit les clients, proposant un large éventail de produits et des prix au rabais. Pour mieux attirer les clients, le supermarché vend l'essence à prix très bas. En mai 1963, un deuxième supermarché est ouvert à Cran-Gevrier (banlieue d'Annecy) et un autre au bout de l'avenue de Genève.
Le 15 juin 1963, Marcel Fournier et Denis Defforey ouvrent ensemble le tout premier hypermarché Carrefour, à Sainte-Geneviève-des-Bois au sud de Paris.
En 1973, il combat vivement la loi d'orientation du commerce et de l'artisanat, dite loi Royer, en achetant une quantité de pages de publicité dans les journaux français.
En 1979, il se met à la retraite et quitte la tête de la société Carrefour. À la fin des années 70, Marcel Fournier est, de façon sporadique, un homme de presse où par deux fois, il passe la main a son ami, Robert Hersant. Il prend le contrôle des journaux, tels que L'Aurore, Le Dauphiné libéré, L'Est républicain et peut-être l'éphémère J'informe, de Joseph Fontanet.
Marcel Fournier décède le 6 janvier 1985 à Neuilly-sur-Seine (Hauts-de-Seine).

## Distinctions
Sans qu'il soit indiqué toutes les précisions de dates. Marcel Fournier est :
- Titulaire de la Médaille de la Résistance par décret du 6 avril 1944 ;
- Officier de la Légion d'honneur ;
- Chevalier de l'ordre national du Mérite.